# Воздвиження Хреста Господнього
Воздви́ження Че́сного Хреста́ Госпо́днього (Здвиження, Здвиг) — християнське свято, яке припадає на 14 вересня. Це одне з дванадесятих свят, що відзначається в пам'ять про знайдення хреста, на якому розіп'яли Ісуса.

## Історія
Церкви Заходу та більша частина церков Сходу святкують Воздвиження Чесного Хреста Господнього 14 вересня за григоріанським і новоюліанським календарями. Деякі Східні церкви відзначають це свято 14 (27) вересня за юліанським календарем. Це свято належить до 12-ти великих свят Східної Церкви та має один день передпразництва та 7 днів попразництва.
Історики Східної Церкви вважають, що передусім дві події лягли в основу встановлення цього свята: віднайдення у IV столітті Хреста, на якому розіп'яли Ісуса, та повернення цього хреста з Персії до Єрусалиму в VII столітті.
Саме слово «воздвиження» означає «піднесення», тобто урочистий обряд почитання та прославляння Хреста Господнього.
Щодо віднайдення Господнього Хреста, то християнська традиція передала нам кілька різних легенд. Три з них приписують віднайдення Хреста св. Гелені (св. Олені), матері імператора Костянтина Великого. Датою віднайдення Хреста орієнтовно вважають 326 рік. Історики не мають інформації про воздвиження Хреста Господнього одразу після його віднайдення.
Початок празникові Воздвиження дало посвячення храму Воскресіння Господнього, який збудував св. Костянтин Великий на Голгофі у Єрусалимі. Посвячення храму відбулося за єрусалимського єпископа Макарія 13 вересня 335 року. Наступного дня — 14 вересня — відбулося врочисте воздвиження віднайденого Хреста Господнього.
Друга важлива подія, що зробила загальним празник Воздвиження на Сході й на Заході це повернення св. Господнього Хреста з перської неволі. Перський цар Хозрой у 614 році здобув Єрусалим і забрав Господній Хрест до своєї столиці в Ктесифоні. У 628 році цісар Іраклій (610–641 роки) по своїй перемозі над персами знайшов св. Хрест і приніс його до Єрусалима, де 14 вересня відбулося друге врочисте воздвиження-піднесення св. Хреста. Відтоді празник носить назву: «Всемирне (тобто, всесвітнє) Воздвиження Чесного й Життєдайного Хреста».
Оскільки празник Воздвиження нагадував Христове розп'яття і смерть та прирівнювався до Великої П'ятниці, то з найдавніших часів стало традицією св. Церкви в цей день додержувати суворий піст.
Свято Воздвиження Чесного Хреста належить до дуже старовинних свят, але як історія знайдення св. Господнього Хреста, так й історія установлення свята покриті серпанком різних легенд, і нелегко тут відрізнити історичну дійсність від звичайної побожної легенди. Треба зауважити, що у святкуванні цього празника не йдеться про звичайне почитання-поклоніння св. Хрестові, яке буває в Хрестопоклонну неділю. Тут йдеться про те, що властиво становить цей празник та про що говорить сама назва празника: Воздвиження, що значить Піднесення, тобто особливо урочистий обряд почитання та прославляння Святого Хреста.
У народному календарі це свято Здвиження, коли земля рухається ближче до зими. З цього дня настають холоди, птахи відлітають у вирій, а плазуни ховаються по норах[джерело?].

## Воздвиження Хреста Господнього
У давні часи римські імператори робили численні спроби знищити навіть найменші спогади про життя й діяння Ісуса Христа, про священні місця, із ним пов'язані. Один з імператорів — Адріан — віддав наказ засипати землею священну гору Голгофу, а також Гріб Господній. На штучно створеному імператором пагорбі збудовано святилище богині Венери та поставлено статую бога Юпітера. Протягом тривалого часу на цьому місці збиралися язичники для виконання культових дій, зокрема жертвоприношення. 
Але минуло 300 років, і християни знайшли гріб Господній та хрест Божий. Ця визначна для всього віруючого люду подія сталася за часів Костянтина Великого, першого з римських імператорів, який вирішив припинити гоніння християн (за легендою, він побачив на небі знамення Боже — хрест із надписом: «Цим переможеш»). Намагаючись виконати волю Божу, Костянтин Великий відправив до Єрусалима царицю Гелену, свою матір, щоб вона доклала максимум зусиль задля віднайдення Хреста й гробу Господніх. Тривалий час її пошуки не мали успіху, незважаючи на всі старання. І нарешті святині було знайдено під храмом язичницької богині Венери. Храм негайно зруйнували й витягли на світ Божий християнські цінності: Гріб Господній, хрест, на якому було розіп'ято Спасителя, та чотири цвяхи, якими було прибито Сина Божого до хреста. За деякими переказами, було знайдено не один, а аж три хрести та дощечку з написом, зробленим за наказом Понтія Пілата. Патріарх Макарій вирішив дізнатися, на якому ж саме хресті було розіп'ято Ісуса Христа, тому почав накладати по черзі кожен хрест на покійного. Коли на мертву людину було покладено хрест Господній, мрець ожив. Отже, люди знову отримали можливість поклонятися християнським святиням. Вони побачили диво, що сталося, і попросили патріарха Макарія воздвинути хрест Господній, щоб віруючі люди могли бачити його бодай здаля. Цариця Гелена після всіх цих подій привезла до Єрусалима часточку від хреста Господнього та знайдені цвяхи. Костянтин Великий віддав наказ побудувати в Єрусалимі храм на честь Христового Воскресіння. Наступного дня після освячення цього нового храму (IV століття) було встановлено святкування Воздвиження Хреста Господнього.

### Католицька церква
Як зазначає у книзі «Пізнай свій обряд» отець Юліян Катрій, щодо святкування цього свята відубувається в різних Церквах, то Грецька церква, наприклад, відзначає його 6 березня, а Римо-католицька церква святкувала цю подію 3 травня, але при реформі свят за Папи Римського Івана ХХІІІ 1960 року свято викреслили із церковного календаря католицької церкви.

### Православна церква
Характерною ознакою свята Воздвиження є врочисте вшанування Господнього Хреста через обряд піднесення його під час утреньої. У Східній Церкві відомі різні обряди Воздвиження Хреста, зокрема, обряд св. Атанасія на Атосі, обряд гори Синай, Константинопольський обряд. Щодо Воздвиження Хреста Господнього на Русі, то цей обряд згадується тут у ХІІІ столітті. Патріарший Собор 1276 року дозволив Воздвиження в усіх церквах.

## Зауваження
1. ↑  Деякими православними церквами святкується 14 (27) вересня за юліанським календарем, зокрема Єрусалимською, Російською, Сербською, Грузинською, Польською і Македонською православними церквами.